# Julien Hudson
Pour les articles homonymes, voir Hudson.
Julien Hudson (9 janvier 1811-1844) est un peintre du XIXe siècle faisant partie des gens de couleur libres qui habitait à la Nouvelle-Orléans, où il exerçait la peinture et était professeur d'art.
Il a étudié à Paris avec Abel de Pujol.
Il est connu pour être le premier peintre afro-américain créole libre en Amérique pour lequel un autoportrait existe, après Joshua Johnson de Baltimore. Seules cinq de ses portraits sont connus.

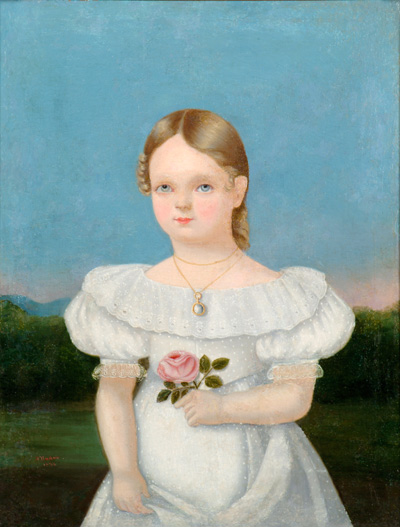
Jeune fille avec une rose (1834)
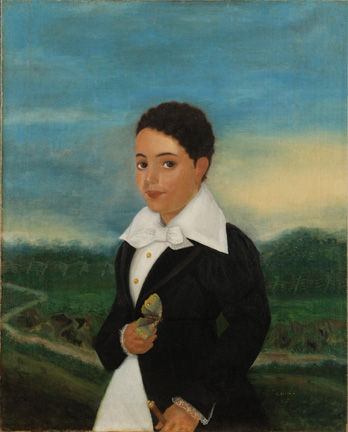
Garçon créole (1835)
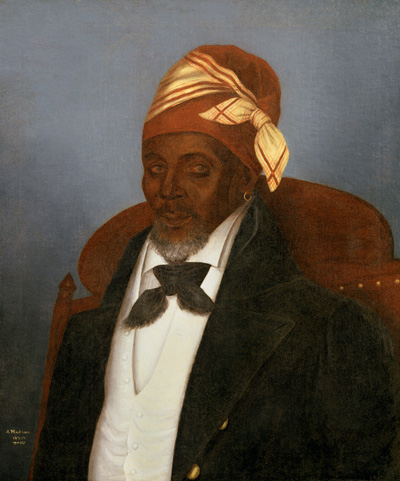
Portait d'un homme noir, coiffé d'un tignon (1835).
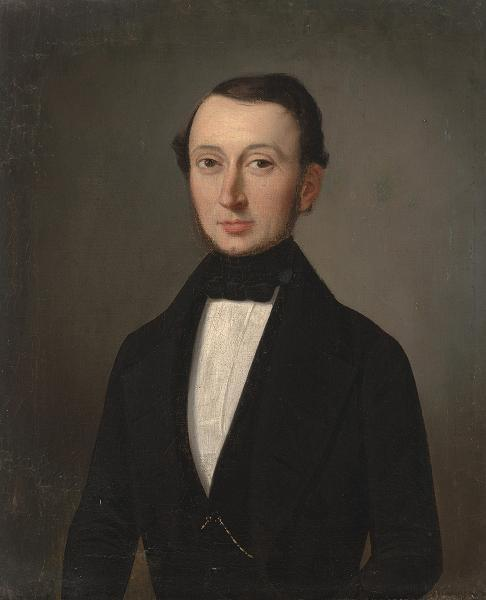
Portait d'un gentleman créole